# Johan Brunström
Johan Brunström (Fiskebackskil, 3 de Março de 1980) é um tenista profissional sueco, seu melhor ranking foi a 36° colocação, especialista em duplas seu parceiro é o antilhano Jean-Julien Rojer.